# Портрет князя А. Б. Куракина
Портрет князя Куракина (Бриллиантовый князь) — картина Владимира Боровиковского. Считается одной из ярчайших работ Боровиковского — вершина развития русского парадного портрета. На картине изображен князь, дипломат, вице-канцлер и друг Павла I Александр Борисович Куракин. Хранится в Третьяковской галерее.
Долгие годы портрет князя Куракина хранился в Орловской губернии, в имении Преображенское, принадлежавшем князю Алексею Куракину — родному брату бриллиантового князя.
Много лет спустя, после того как произошла октябрьская революция и усадьба была национализирована советской властью, портрет князя был отправлен в Национальный музейный фонд, однако уже несколько лет спустя его перевезли в Государственную Третьяковскую галерею, где картина хранится до сих пор.